# Mistrovství Evropy v zápasu řecko-římském 1981
Mistrovství Evropy v zápasu řecko-římském 1981 se konalo v Göteborgu, Švédsko.

## Výsledky

### Muži
| Kategorie | Zlato               | Stříbro             | Bronz            |
| --------- | ------------------- | ------------------- | ---------------- |
| 48 kg     | Totio Andonov       | Viktor Savčuk       | Salih Bora       |
| 52 kg     | Benur Pašajan       | Lajos Rácz          | Liubomir Tsekov  |
| 57 kg     | Pasquale Passarelli | Benni Ljungbeck     | Piotr Michalik   |
| 62 kg     | Ryszard Świerad     | Panayot Kirov       | Farchat Mustafin |
| 68 kg     | Ștefan Rusu         | Erich Klaus         | Tapio Sipilä     |
| 74 kg     | Ferenc Kocsis       | Vladimir Galkin     | Andrzej Supron   |
| 82 kg     | Gennadij Korban     | Jan Dołgowicz       | Pavel Pavlov     |
| 90 kg     | Frank Andersson     | Alexandr Dubrovskij | Yeoryos Pozidis  |
| 100 kg    | Nikolaj Inkov       | Andrej Dimitrov     | Christer Gulldén |
| +100 kg   | Rangel Gerovski     | Yevgueni Artiujin   | Henryk Tomanek   |